# مزرعة جعفر
مزرعة جعقر هي إحدى القرى اللبنانية من قرى قضاء راشيا في محافظة البقاع.
وهي تابعة عقاريا لبلدة الحلوة في قضاء راشيا.